# 로버트 회의진행법
로버트 회의진행법(영어: Robert's Rules of Order)은 미국 육군 출신의 헨리 마틴 로버트 준장이 의회 운영 절차를 의회원칙에 사용되는 숙고집회에 쓰이도록 쓴 설명서이다.
현재 11번째로 개정된 판은 로버트 회의진행법 개정판(영어: Robert's Rules of Order Newly Revised)라고 부른다. 영어권에서 가장 많이 쓰이는 절차서로 불린다.

## 유래

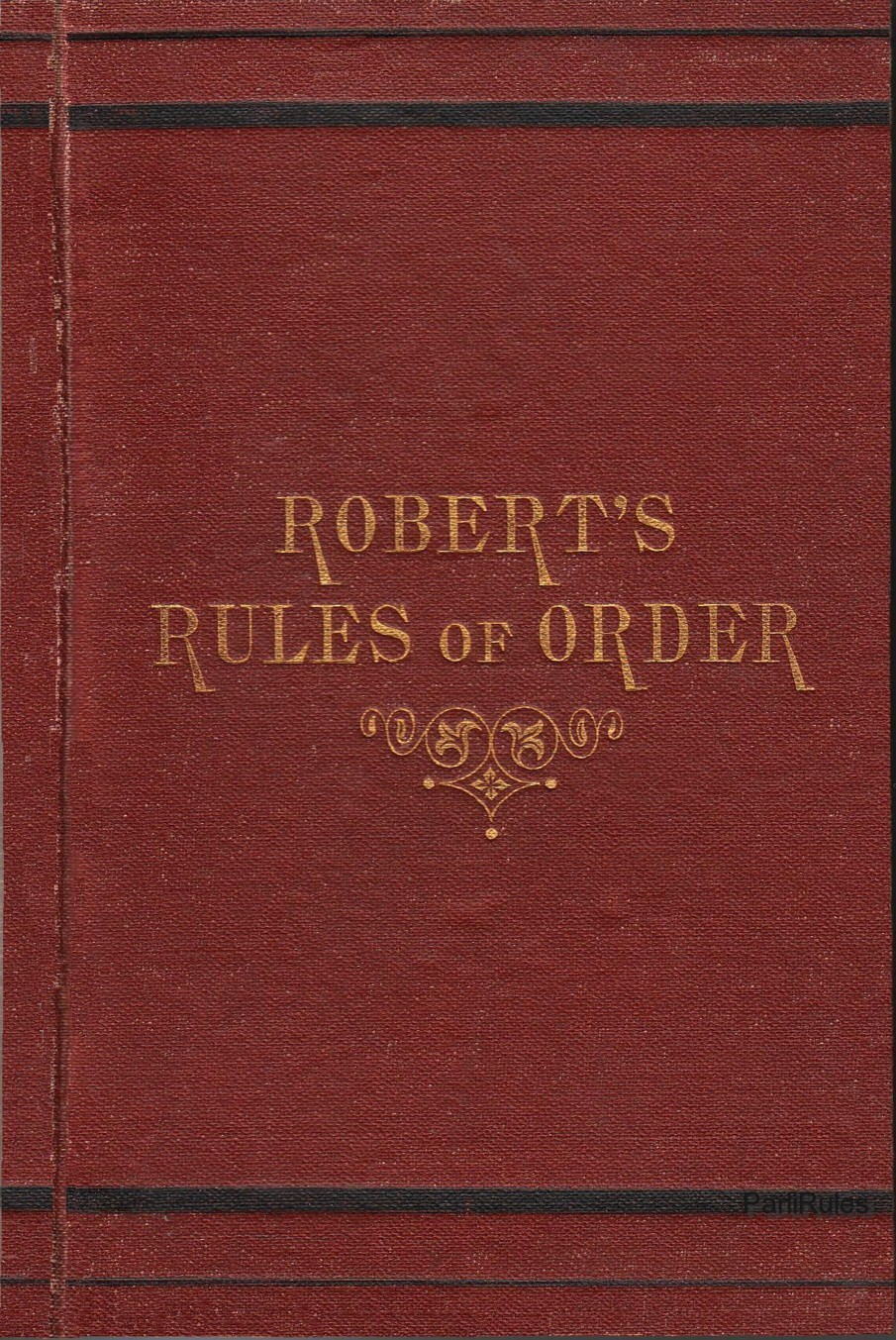
1876년 초본

로버트 토의절차 규칙의 초판은 헨리 마틴 로버트가 저서했던 숙고집회의 회의진행 소형교본(Pocket Manual of Rules of Order for Deliberative Assemblies)이라는 원명으로 출판되었다. 1867년 2월에 출판한 초본의 표지는 간단하게 로버트의 회의진행법(Robert's Rules of Order)이라고 쓰였다.